# Ranxeria Smith River
La ranxeria Smith River és una tribu reconeguda federalment dels tolowa al comtat de Del Norte (Califòrnia). Són un poble de llengua atapascana, relacionat llunyanament amb els atapascans d'Alaska oriental i el Canadà occidental, així com amb els apatxes i navahos.

## Govern
La ranxeria Smith River té la seu a Smith River. És governada per un consell tribal de set membres escollit democràticament. El seu actual cap tribal és Kara Miller.

## Reserva
La ranxeria Smith River és una reserva índia federal amb una extensió de 186 acres al comtat Del Norte, al nord de Crescent City. La ranxeria fou establida en 1906 i només tenia una extensió de 30 acres. La comunitat més propera és Smith River, mentre que la ciutat incorporada més propera és Brookings (Oregon), unes 10 milles al nord. En 1862, el govern dels Estats Units va establir la reserva Smith River, que fou abandonada en 1868.

## Desenvolupament econòmic
La tribu Smith River posseeix i opera el Lucky 7 Casino a Smith River, Califòrnia.

## Notables membrees de la ranxeria Smith River Rancheria tribal members
- Eunice Bommelyn, proponent tolowa, advocat cultural, genealogista, i historiador.[7]
- Loren Me’-lash-ne Bommelyn, educador lingüístic, tradicionalista, cisteller